# Amaury Müller
Amaury Müller (Cruz Alta, 17 de janeiro de 1936 — Porto Alegre, 31 de agosto de 2001) foi um economista, jornalista e político brasileiro. Exerceu o mandato de deputado federal por 5 legislaturas, de 1970 a 1994 tendo sido deputado federal constituinte em 1988. Durante a constituinte, lutou pela reforma agrária e pela redução da jornada de trabalho.

## Biografia
Filho de Henrique Muller e Virginia Martins Muller, tinha mais sete irmãos, entre eles, Irani Müller, que já foi deputado estadual no Rio Grande do Sul. Aos sete anos saiu da zona rural de Cruz Alta para estudar no centro do município. Em 1955, já morando em Porto Alegre, entrou na Faculdade de Arquitetura da Universidade Federal do Rio Grande do Sul (UFRGS), mas, por dificuldades financeiras, abandonou o curso no ano seguinte. 
Em 1956, arrumou um emprego e voltou para a universidade, desta vez no curso de economia da Pontifícia Universidade Católica do Rio Grande do Sul (PUCRS). Nesse período, foi presidente do Centro Acadêmico e vice-presidente do Diretório Central dos Estudantes da universidade. Após se formar como economista em 1959, concluiu, também, o curso de jornalismo, em 1962.
Na década de 60, trabalhou na Rádio Progresso de Ijuí, cidade onde conheceu sua esposa, Samira Müller, com quem teve 3 filhos: Márcio, Alexandre e Fernanda. 
Em 1970 foi eleito para seu primeiro mandato de deputado federal. Sempre legislando em prol dos mais necessitados e lutando contra a ditadura, teve seu mandato cassado em 1976 pelo AI-5. 
Participou do movimento chamado Grupo dos Autênticos, que teve grande influência para o retorno da democracia no Brasil.
Retornou à Câmara dos deputados em 1982 após, juntamente com Leonel Brizola, fundar o PDT (Partido Democrático Trabalhista).
No congresso se destacou pela sua luta incessante pela democracia e pelos direitos dos trabalhadores, tendo inclusive presidido à Comissão do Tabalho da Câmara Federal.
Foi escolhido um dos deputados mais atuantes na constituinte de 1988, tinha uma oratória admirada e sempre foi muito respeitado no meio político pela sua coerência e firmeza na defesa de suas ideias.
Após afastar-se da câmara, passou a prestar assessorias como forma de se manter e se dedicar à leitura e a escrever, seus grandes prazeres.
Em 2001 foi acometido de um câncer de pulmão vindo a falecer em 31 de agosto do mesmo ano.
Deixou um legado lembrado até hoje no estado do RS e em todo Brasil por sua luta por justiça e por um país mais justo.

## Atividades parlamentares
Assembleia Nacional Constituinte
- Titular na Subcomissão da Política Agrícola e Fundiária e da Reforma Agrária (1987);
- Suplente na Subcomissão da Questão Urbana e Transporte (1987);
- Suplente na Comissão de Sistematização (1987-1988).

Câmara dos Deputados
- Deputado Federal por 5 legislaturas: 1970-74, 1974-78, 1982-86, 1986-90, 1990-94

- Quarto-secretário (1983-1984);
- Titular na Comissão Permanente de Agricultura e Política Rural (1989-1990);
- Membro efetivo da Comissão Permanente de Economia (1971);
- Titular na Comissão Permanente de Economia, Indústria e Comércio (1971);
- Suplente na Comissão Permanente de Economia, Indústria e Comércio (1985-1987, 1989-1990);
- Vice-Presidente da Comissão Permanente de Economia, Indústria e Comércio (1972-1973);
- Titular na Comissão Permanente de Relações Exteriores (1984-1987, 1989-1990);
- Suplente na Comissão Permanente de Relações Exteriores (1991-1994);
- Presidente da Comissão Permanente de Seguridade Social e Família (1991-1992);
- Suplente na Comissão Permanente de Transportes e Obras Públicas (1971, 1973);
- Vice-Presidente na Comissão Permanente de Transportes e Obras Públicas (1975);
- Presidente na Comissão Permanente de Trabalho, Administração e Serviço Público (1990-1991, 1993);
- Primeiro-Vice-Presidente na Comissão Permanente de Trabalho, Administração e Serviço Público (1992);
- Segundo-Vice-Presidente na Comissão Permanente de Trabalho, Administração e Serviço Público (1993);
- Titular na Comissão Permanente de Trabalho, Administração e Serviço Público (1994);
- Titular na Comissão Especial de Reforma Agrária (1985-1987);
- Titular na Comissão Especial de Política Agrícola (1990);
- Suplente na Comissão Especial de Crimes de Responsabilidade do Presidente da República (1992);
- Titular na PEC n. 71/91 - Vinculação do Salário Mínimo na Fixação da Aposentadoria e da Pensão por Morte (1993).

## Publicações
- Ideologia e desenvolvimento (1962)
- Ponto crítico (1970)